# Lapa, Dom João e Montanha
Lapa, Dom João e Montanha eram três ilhas habitadas por pequenas populações chinesas. Estas ilhas ficavam a oeste da península de Macau, à ilha da Taipa e de Coloane. Os chineses chamavam à ilha de D. João por Xiao Hengqin, à ilha de Montanha por Da Hengqin e à ilha de Lapa por Wanzai.
Segundos alguns registos históricos, a presença portuguesa na ilha da Lapa data de 1645, quando um mandarim de Cantão autorizou a sepultura do padre jesuíta João Rodrigues como reconhecimento de serviço prestado. Missionários agostinianos e dominicanos também se estabeleceram nesta ilha que aparece nalguns mapas antigos sob o nome de Patera Island, cuja etimologia é "Ilha dos padres" (a ilha de D. João era, ela, chamada "Ilha Macarira", como se vê no mapa de 1912 incluído neste artigo). Não se tem a certeza da data exacta do abandono destas instalações, mas ainda chegaram a ser mencionadas numa carta dirigida ao governo de Goa, datada de 1764. 
Durante o séc. XIX, missionários portugueses começaram também a povoar e a evangelizar as outras 2 ilhas. O Governo de Macau começou também a recolher impostos às populações destas 3 ilhas em troca de protecção (estas ilhas não eram protegidas por soldados chineses). Os portugueses construíram uma leprosaria (estabelecimento para tratar dos leprosos) na ilha de D. João e também algumas escolas para educar os poucos chineses residentes nestas ilhas.
Seguida da invasão da China pelo Japão, os portugueses, em 1938, ocuparam oficialmente estas 3 ilhas, com o pretexto de proteger melhor os portugueses e os missionários aí residentes. Em 1941, o Exército Japonês conseguiu ameaçar as tropas portuguesas a abandonar aquelas ilhas pouco povoadas. Consequentemente, estas ilhas foram ocupadas por japoneses. No final da Segunda Guerra Mundial, a China conseguiu reocupar as 3 ilhas.
Actualmente, Lapa (Wanzai), D. João e Montanha (ilha de Hengqin) estão incorporados na Região Económica Especial de Zhuhai (uma cidade que faz parte da Província de Guangdong da República Popular da China).
As ilhas de D. João e Montanha estão presentemente ligadas por um aterro que juntou as duas ilhas passando a ser uma só. A esta ilha foi dado o nome em chinês de Hengqin. A Ponte Flor de Lótus faz a ligação entre a ilha chinesa de Hengqin e Cotai (Macau). A ilha da Lapa, por sua vez, também devido a aterros efectuados recentemente, passou a ser uma península ligada ao "continente" chinês.
Há propostas para desenvolver Hengqin, uma ilha pouco povoada, numa área turística com muitos hotéis e "resorts" de luxo. Hengqin começou, recentemente, a experimentar um grande desenvolvimento, com novas áreas residenciais a serem edificadas.
Macau, devido à falta de terrenos, queria integrar a ilha de Hengqin na Região Administrativa Especial de Macau (RAEM) e Macau expressou o seu desejo ao Governo Central Chinês. Mas, o Governo Central não autorizou esta integração. Porém, no dia 1 de Setembro de 2005, o Governo Central permitiu que empresários de Macau e de Hong Kong passassem a estar isentos ao pagamento de taxas e permitiu uma maior flexibilidade no controlo da imigração desta ilha chinesa para promover o investimento.